# Field Farm
Field Farm ist ein 316 Acres (1,3 km²) großes Naturschutzgebiet bei der Stadt Williamstown im Bundesstaat Massachusetts der Vereinigten Staaten, das von der Organisation The Trustees of Reservations verwaltet wird.

## Geschichte
Vor der Ankunft der europäischen Siedler wurde das Land, auf dem heute das Schutzgebiet liegt, von den Mahican- und Mohawk-Indianern bewohnt. Seit der Mitte des 18. Jahrhunderts wurde dort intensiv Landwirtschaft betrieben.
Nach seiner Rückkehr aus dem Zweiten Weltkrieg kaufte Lawrence Bloedel die ehemalige Nathan Field Farm und ließ dort zwei Gebäude errichten. Das erste wurde 1948 fertiggestellt, diente als Wohnhaus der Familie und verfügte über eine Vielzahl an Fenstern mit Blick auf den am anderen Ende des Green River Valley aufragenden Mount Greylock. Dieses Gebäude steht heute Besuchern als Gästehaus (Guest House at Field Farm) zur Verfügung. Das zweite, in den 1960er Jahren von Ulrich Franzen errichtete Gebäude vereint unterschiedliche Stilrichtungen und kann von Juni bis Oktober besichtigt werden. Im Gartenbereich stehen 13 Statuen, die unter anderem von Richard M. Miller und Herbert Ferber geschaffen wurden.
Im Auftrag der Trustees werden auch heute noch etwa 80 Acres (32,4 ha) der Fläche aktiv bewirtschaftet. 1984 wurden der Organisation die ersten Teilstücke geschenkt, 1990 folgten weitere Bereiche. Ergänzt wurde das Schutzgebiet durch Zukäufe im Jahr 1994.

## Schutzgebiet
Die Landschaft der nördlichen Berkshire Mountains bietet eine Ergänzung zu den im Stil der Moderne errichteten Gebäuden im Schutzgebiet, die so konzipiert wurden, dass sie sich in die bestehende Umgebung einfügen. Rund um die architektonisch wertvollen Häuser stehen den Besuchern mehr als 316 Acres (1,3 km²) offene Flächen, Wälder und Feuchtgebiete mit rund 4 mi (6,4 km) Wanderwegen zur Verfügung.
Auf den Freiflächen im Schutzgebiet leben Weißwedelhirsche, Kojoten und Rotluchse, während die Feuchtgebiete Bibern, Schildkröten, Schlangen und Salamandern sowie einer Reihe von Vogelarten – unter anderem Rotflügelstärlinge, Eisvögel, Rotschwanzbussarde, Kornweihen und Kanadareihern – einen Lebensraum bieten. 
Das geologische Fundament der Region nahe der Grenze zu New York bilden Marmor, Kalkstein und Glimmerschiefer. Über Jahrtausende haben kleinere Bäche Höhlen und Tunnel in den Stein gewaschen, so dass sie heute teilweise ober- und teilweise unterirdisch verlaufen.